# Ryl
Ryl, Chimaphila umbellata, är ett slags småbuske (ris eller mikroxyl). Den är del av rylsläktet och familjen ljungväxter. Den användes tidigare som medel mot reumatism.

## Kännetecken
Bladen är ganska smala, viggformigt lansettlika, samt styvt och hårt läderartade, men dock starkt sågade. Blommorna har ljust rosenröda kronblad och sitter i fåblommig, långskaftad flock. Fröhuset är upprätt; stiftet är mycket kort. Till sin habitus är denna växt alltså ganska olik pyrolorna men lätt att förväxla med lingonris.

## Biotop
Ryl är en barrskogsväxt, som föredrar öppnare och torrare platser, stenig tallskogsmark med mera. Den är dock överallt sparsamt förekommande. I Sverige går den endast till Dalarna och södra Norrland. Den finns även i södra Finland och på södra Norges lågland.
Den blommar först i augusti och senare än pyrolorna.
Ryl har mycket små (mindre än 1 mm) frön som saknar endosperm (frövita). För att fröet ska kunna gro är det beroende av att få kontakt med en svamp (mykorrhiza) och få energi och näringsämnen genom denna. När plantan är större minskar dess behov av sådan försörjning och fullvuxen ryl är inte längre parasitisk. En sådan livscykel kallas initialt mykoheterotrofisk. Jämför med tallört som är parasit på mykorhizza under hela sitt liv.

## Släktskap
Tidigare räknades ryl som del av familjen Pyrolaceae, vilken numera är inordnad (som olika delar) inom ljungväxterna.

## Användning
Enligt gamla rön skall denna ört som dekokt vara verksam mot reumatism. I Östergötland gavs den därför namnet "statt upp och gack".